# Церква Святого Кршевана
Церква Святого Кршевана (хорв. Crkva sv. Krševana u Zadru) — римо-католицька церква, розташована в Задарі, Хорватія. Названа на честь святого Кршевана, одного зі святих покровителів міста Задар. Це тринефна базиліка з трьома оздобленими напівкруглими апсидами.

## Історія
Церква є романською і в 1175 році її освятив перший архієпископ Задара Лампридія. Храм був побудований на місці римського емпорію і замінив церкву Св. Антонія Пустельника, яка знаходилася на цьому місці в VI столітті. Церква св. Кршевана була побудована в 10 столітті і була перебудована і розширена в 1175 році, коли була освячена. Зараз це єдина частина колишнього середньовічного чоловічого бенедиктинського монастиря, що залишилася. У 1387 році Елізабету Котроманич, убиту хорватсько-угорську вдову-королеву, таємно поховали в церкві, де її тіло перебувало три роки, поки не було перенесено в базиліку Секешфехервар. Будівництво дзвіниці почалося в 1485 році, але припинилося в 1546 році і так і не було завершено. Поруч з церквою знаходяться залишки середньовічного бенедиктинського монастиря, який був відбудований у 19 столітті та пізніше зруйнований під час Другої світової війни.
Церкву св. Кршевана хотіли зруйновати у 1808 році під час французького панування в Задарі. Французи хотіли перетворити гімназію, яка діяла при монастирі з 1804 року, на ліцей. Цей проект не був реалізований, і з 1809 по 1811 рік ліцей діяв у приміщенні старого монастиря як центральна школа, де вивчали медицину, фармацію, архітектуру, геодезію, право та теологію. Пізніше, за часів австрійського панування в Задарі, був ліцей з гуртожитком та гімназія. Згодом вони стали середньою школою, де уроки викладалися італійською мовою.

## Опис церкви

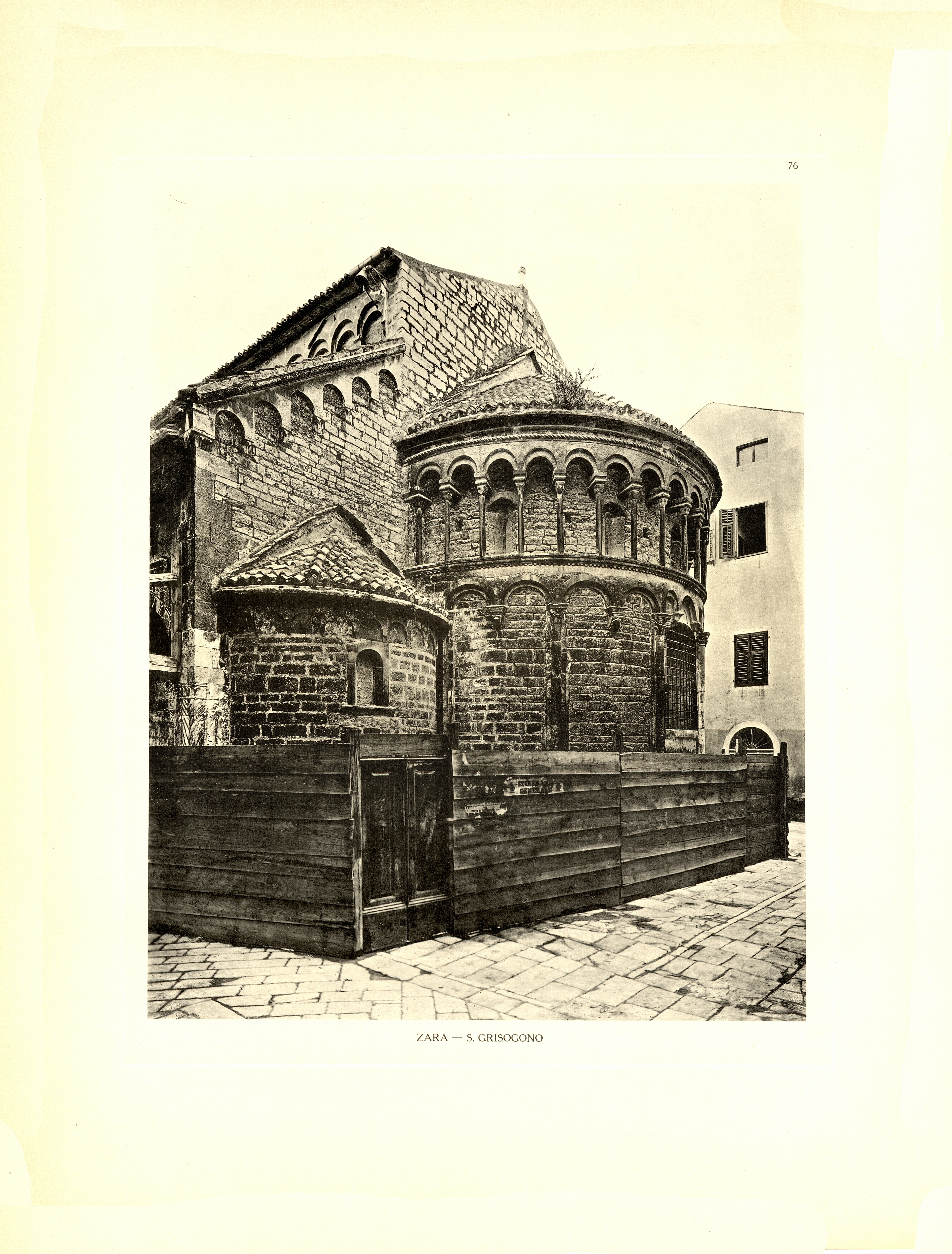
Церква св. Кршевана в 1909 році.

Церква складена з каменю. Має арочні парапети. Вікна невеликі і нагадують бійниці.
Стовпами та пілястрами церква поділена на три нефи. Завершується трьома напівкруглими апсидами. Центральна апсида має відкриту галерею аркад із стрункими колонами та кубічними капітелями. У піднесеній центральній апсиді розташований бароковий вівтар 1701 року з біломармуровими статуями чотирьох задарських покровителів, а саме Святого Кршевана, Святого Шимуна, Святого Стошії та Святого Зойла. Це робота венеціанського скульптора Альвісе Тальяп'єтро. Вівтар був створений як виконання обітниці міста проти чуми, даної в 1632 році. На зворотному боці вівтаря — рельєф Богородиці з немовлям. На північній стіні розташовані мармурові вівтарі Матері Божої з дерев'яними статуями Скорботної Богоматері та Лурдської Богоматері, а на південній — мармурові вівтарі із зображеннями св. Зоїла та Святої родини. На північній стіні також можна побачити залишки романських фресок із композицією Різдва Христового та останками святих. Посередині фасаду розташований головний портал з напівкруглим люнетом і трикутним фронтоном над ним. Бічна стіна розсікає серію глухих арок, що підтримуються вигнутими пілястрами.

## Важливість
Церква св. Саме Кршевана разом із Задарським собором є найбільш значущим зразком романського мистецтва в архітектурі Далмації і представляє високий рівень розвитку Задара в 12 столітті. Скрипторій цієї базиліки дуже важливий для загальної культурної спадщини та історії Хорватії, оскільки тут було написано багато важливих документів і письмових творів мистецтва.

## Фотогалерея

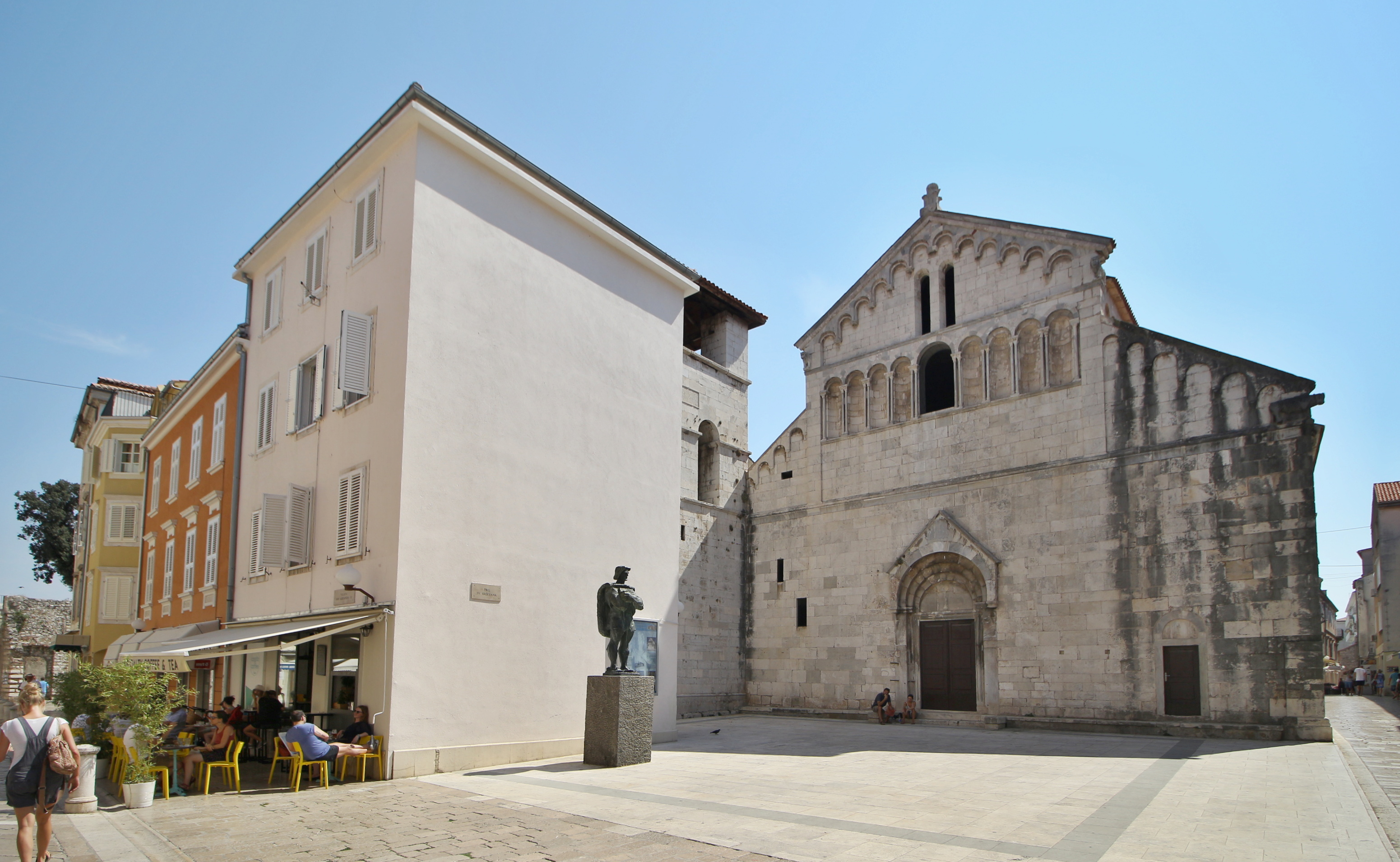
Фасад церкви
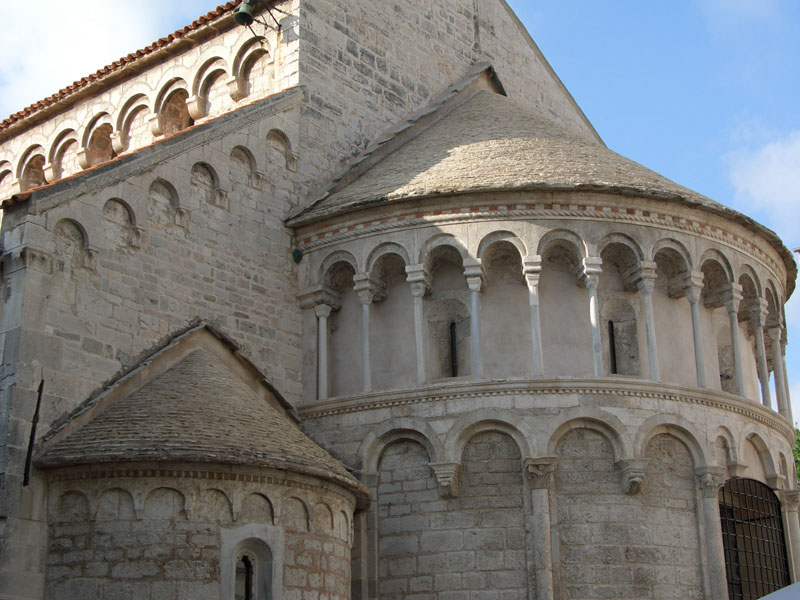
Задня частина церкви
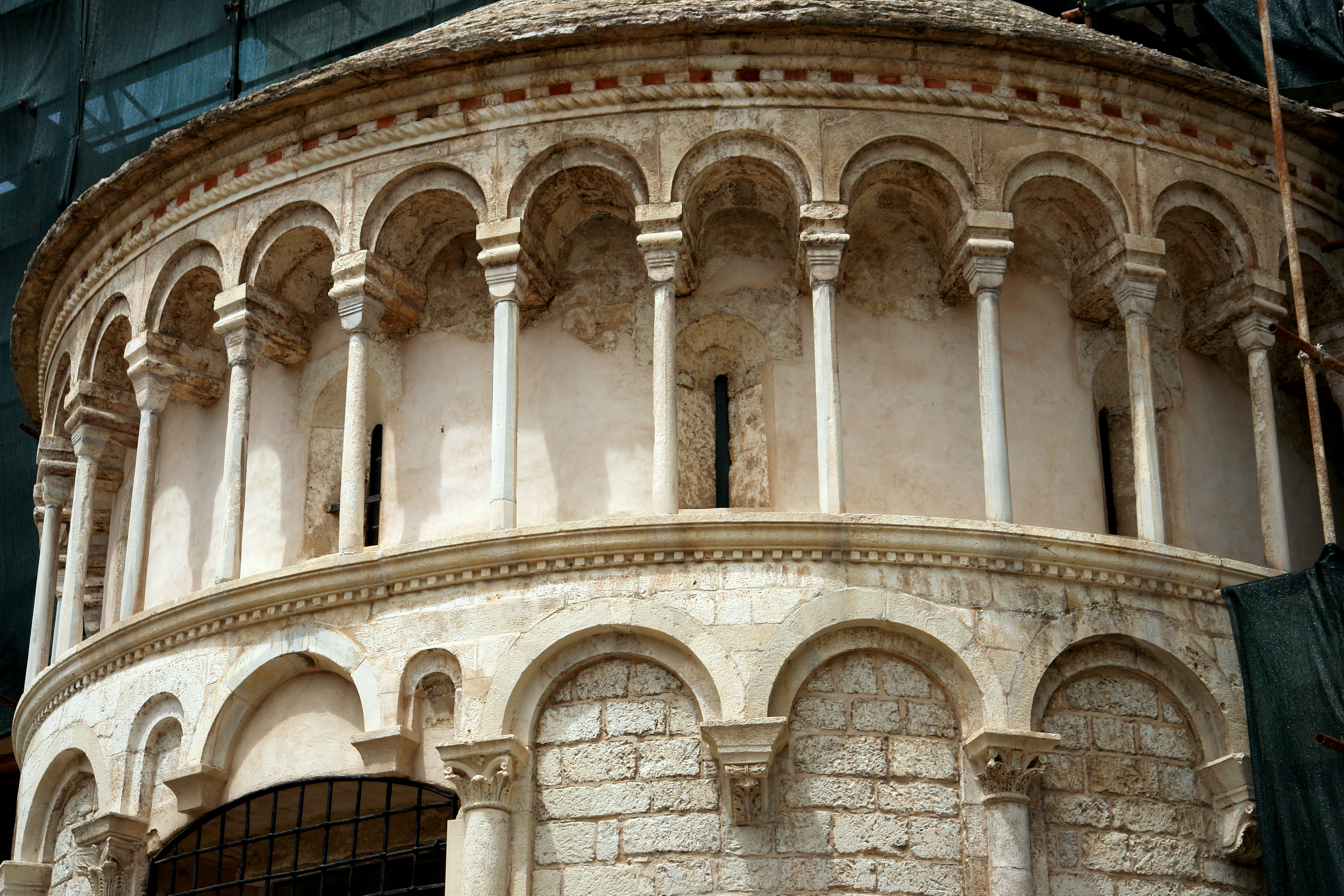
Центральна апсида з галереєю
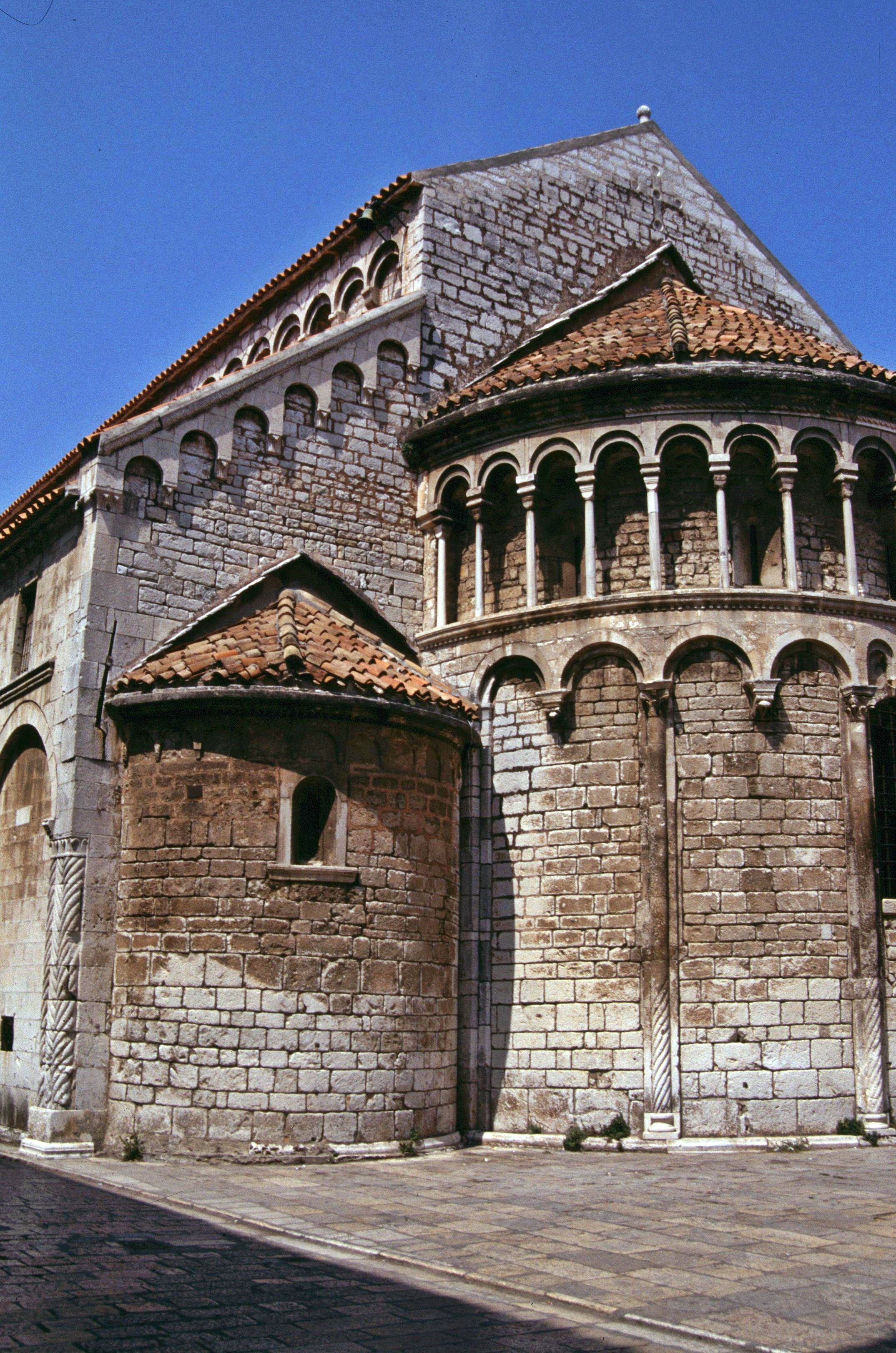
Три напівкруглі апсиди